# Parafia św. Jana Pawła II i śś. Cyryla i Metodego w Radomiu
Parafia św. Jana Pawła II i śś. Cyryla i Metodego w Radomiu – parafia rzymskokatolicka w dekanacie Radom-Północ diecezji radomskiej.

## Historia
W 1984 biskup Edward Materski rozpoczął starania zmierzające do stworzenia w okolicach radomskiego lotniska wojskowego placówki duszpasterskiej. W 1985 zakupiono ziemię na cele kościelne, jednak władze państwowe nie wyrażały zgody na budowę w tym miejscu świątyni. 24 grudnia 1985, w godzinach rannych grupa ok. 50 osób z miejscowości Natolin i Sadków wraz z księdzem Mieczysławem Głogowskim postawiła krzyż i z przygotowanych elementów zbudowała drewnianą kaplicę, którą poświęcił biskup Edward Materski 26 grudnia 1985. W kolejnych latach mimo sprzeciwu władz kaplica została rozbudowana. Parafię pw. św. Cyryla i Metodego erygował biskup Edward Materski 25 grudnia 1989. Biskup Henryk Tomasik zmienił wezwanie parafii, nadając jej 5 czerwca 2011 tytuł św. Jana Pawła II. W 2009 rozpoczęto budowę kościoła według projektu arch. Jerzego Biedronia i Jerzego Kosiora, staraniem ks. Dariusza Olendra i parafian. Wystrój świątyni zaprojektowała pracownia artystyczno-rzeźbiarska Andrzeja Pasonia ze Starego Sączą. 22 października 2012 biskup Henryk Tomasik wmurował w ściany kościoła kamień węgielny oraz akt erekcyjny. 

## Zasięg parafii
Do parafii należą wierni z Radomia mieszkający przy ulicach: Chorzowskiej, Lubelskiej i Porannej oraz wierni z miejscowości: Natolin, Sadków i Górki.

## Proboszczowie
- ks. Mieczysław Głogowski (1989–1990)
- ks. Andrzej Głogowski (1990–1992)
- ks. Stanisław Wąsiel (1992–2008)
- ks. Dariusz Olender (od 2008)